# BAMグループ

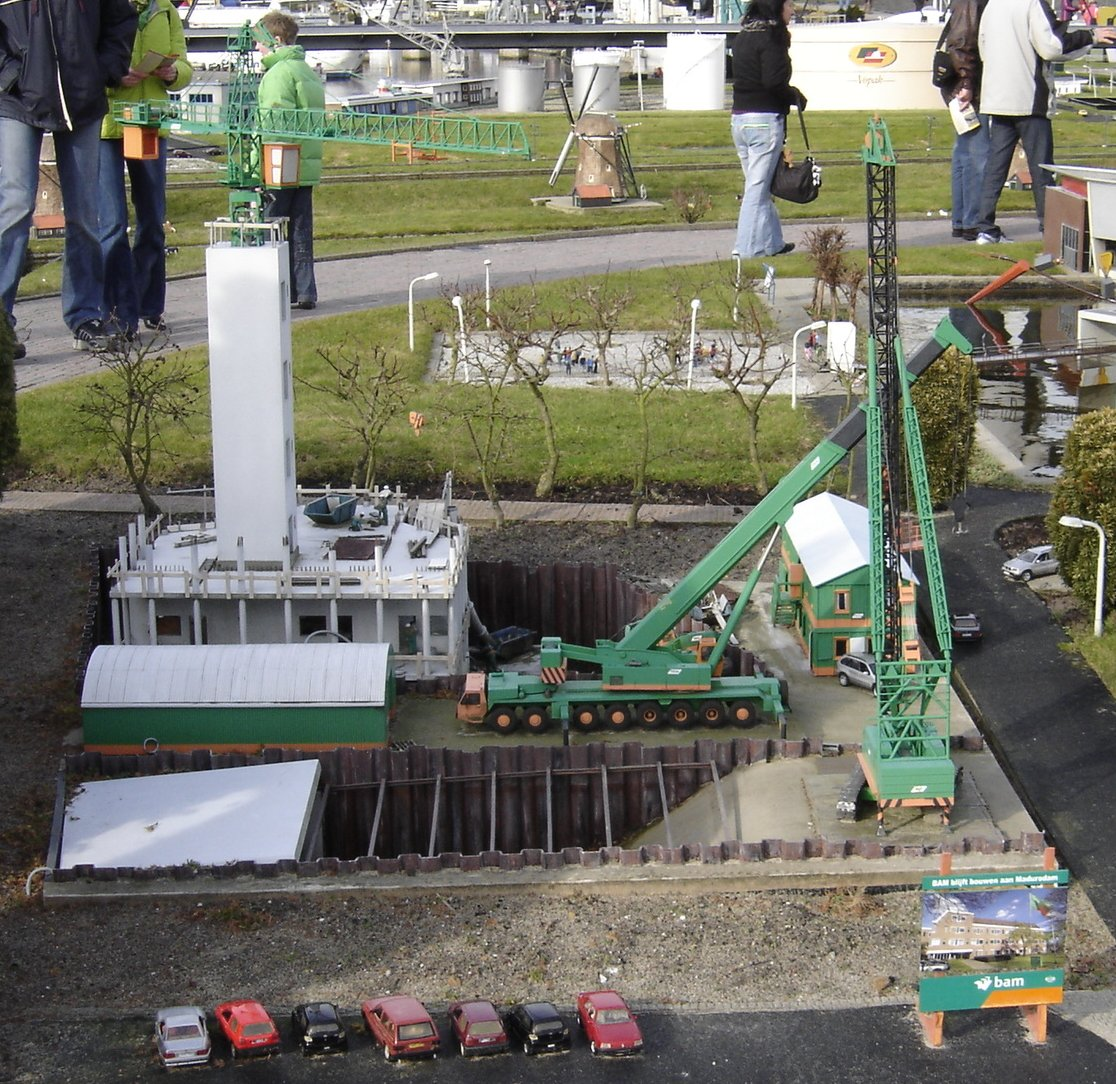
マドローダムの建設現場。緑とオレンジ色の重機がBAMグループの特徴である。

BAMグループ（オランダ語：Koninklijke BAM Groep NV、Royal BAM Group NV）はオランダの建設会社。
1869年に設立され、ユーロネクスト・アムステルダムに上場している。
イギリスには子会社としてBAM Nuttalがある。
BAMグループはロッテルダムとベルギー国境を結ぶオランダ南高速線の一部区間を公式に手掛ける予定となっている。
2008年10月、グループのブランド戦略の再構築の一環として、イギリスにある子会社HBG UK LtdをBAM Construct UK Ltdと、BAMの名称を付けて改称した。